# Ineke Houtman
Ineke Houtman (Arnhem, 1956) is een Nederlandse regisseuse en scenarioschrijver.

## Biografie
Houtman heeft, voor ze regisseur werd, Nederlandse taal- en letterkunde gestudeerd. Tevens heeft ze aan de Nederlandse Filmacademie gestudeerd.
Haar speelfilmdebuut Madelief, krassen in het tafelblad won de "Citroën Publieksprijs" van het Nederlands Film Festival in 1998.
Houtman werd door Guus Kuijer benaderd om zijn boek Het boek van alle dingen te verfilmen.